# Erwin Rauch
Pour les articles homonymes, voir Rauch.
Erwin Rauch (19 octobre 1889 à Berlin - 26 février 1969) est un Generalleutnant allemand qui a servi au sein de la Heer dans la Wehrmacht pendant la Seconde Guerre mondiale.
Il a été récipiendaire de la Croix de chevalier de la Croix de fer. Cette décoration est attribuée pour récompenser un acte d'une extrême bravoure sur le champ de bataille ou un commandement militaire avec succès.

## Biographie
Erwin Rauch s'engage dans l'armée prussienne le 15 septembre 1908 en tant que porte-drapeau. Le 27 janvier 1910, il est promu lieutenant avec un brevet datant du 29 janvier 1908 dans le 35e régiment de fusiliers. 
Erwin Rauch est capturé par les troupes américaines au cap de la Chèvre le 18 septembre 1944 avec la chute de la forteresse de Brest.

## Décorations
- Croix de fer (1914)
  - 2e classe
  - 1re classe
- Croix d'honneur
- Agrafe de la croix de fer (1939)
  - 2e classe
  - 1re classe
- Médaille du Front de l'Est
- Plaque de bras Demiansk
- Croix allemande en Or (21 février 1944)
- Croix de chevalier de la croix de fer
  - Croix de chevalier le 22 décembre 1941 en tant que Generalmajor et commandant de la 123e division d'infanterie[1]

## Famille
Il est le beau-frère de Rudolf Hess, chef de la chancellerie du Reich.

Son fils est commandant de la 3.Kompanie/Infanterie-Regiment 418 dans la zone de Demiansk en automne 1941.